# 新皇
新皇（日语：／）是平将门在日本天慶二年（939年）十二月采用的一个头衔，意为“新的天皇”。由于平将门出身平氏，因此他也被称为“平新皇”。平将门使用这个头衔直到天慶三年二月十四日（940年3月25日）败亡。